# Erik Wallin
Erik Wallin (ur. 2 sierpnia 1921 w Sztokholmie, zm. 24 września 1997 w Berlinie) – szwedzki działacz faszystowski, żołnierz Waffen-SS podczas II wojny światowej.

## Życiorys
W Szwecji był aktywnym działaczem Nordisk Ungdom, młodzieżowej organizacji podporządkowanej faszystowskiej Szwedzkiej Partii Narodowo-Socjalistycznej. W latach 1939–1940 walczył ochotniczo przeciwko Sowietom w wojnie fińsko-sowieckiej; był kilkakrotnie odznaczany. Po powrocie do kraju przez rok służył w szwedzkiej armii, po czym w styczniu 1943 r. przyjechał do Niemiec i wstąpił do Waffen-SS. Odmówił złożenia przysięgi na wierność Adolfowi Hitlerowi, ale pomimo tego został przydzielony do 5 Dywizji Pancernej "Wiking". Następnie przeszedł do 11 Ochotniczej Dywizji Grenadierów Pancernych SS "Nordland", zostając w stopniu SS-Oberscharführera dowódcą plutonu. Walczył w Chorwacji, na Łotwie, Pomorzu i w Brandenburgii. Brał udział w końcowej bitwie o Berlin. Kilka razy był ranny, po czym zabrano go do tymczasowego szpitala na Lützowplatz, a następnie – już po kapitulacji – szpitala wojskowego na Nikolsburger Platz. Postanowił przedostać się do ambasady szwedzkiej. Zdarł z munduru emblematy Waffen-SS i zniszczył książeczkę wojskową, a następnie zbiegł ze szpitala. Ukryto go w mieszkaniu jednego ze szwedzkich dyplomatów. Po pewnym czasie powrócił przez Belgię i Danię do Szwecji. Został aresztowany i skazany na karę 3 miesięcy więzienia za porzucenie służby wojskowej w szwedzkiej armii. 
Wspólnie z Torulfem Hillbladem, innym b. żołnierzem Waffen-SS, napisał książkę pt. "Ragnarök" (opublikowaną w RFN pod tytułem "Endkampf um Berlin"), zawierającą wspomnienia obu autorów z okresu wojny. Erik Wallin zmarł w 1997 r. podczas wizyty w Berlinie.